# Algemeen Collectief
Het Algemeen Collectief is een Nederlands kunstenaarscollectief. Het collectief houdt zich hoofdzakelijk bezig met het organiseren van expressieve kunstevenementen in de vorm van tentoonstellingen en feesten.

## Algemene Kunst
In het manifest van het Algemeen Collectief is de volgende definitie van de Algemene Kunst vastgelegd:
1. De mediaan der buitensporigheden verwijdert ieder risico op het ongeluk en bevordert de comfort des levens.
2. Kunst staat op de spreekstoel van haar tijd en dient zo het algemene consensus te verwoorden.
3. Wees waar mogelijk het Zwitserland van Europa in oorlogstijd.
4. Vind het ultieme compromis der uitersten in het balans.

## Historie
Het collectief is diverse malen in opspraak geraakt in haar bestaan. In 1963 bracht een extreme body art-voorstelling in het Van Abbenmuseum het collectief ernstig in verlegenheid. Het feest naar aanleiding van de val van de Berlijnse Muur werd in de overwegend communistisch gezinde kunstkringen slecht ontvangen. En na een agressieve stickeractie in 2018 in de stad Eindhoven werd de provinciale cultuur subsidie voor het collectief ingetrokken.
In 2018 vierde het Algemeen Collectief haar 100-jarig jubileum met een overzichtstentoonstelling in het Van Abbemuseum.